# 科尔贝格 (施泰尔马克)
科尔贝格是奥地利施蒂利亚州费尔德巴赫县的一个市镇。总面积7.88平方公里，总人口565人，人口密度71.7人/平方公里（2001年）。